# Château de Sigy-le-Châtel
Pour l’article homonyme, voir Château de Sigy.
Le château de Sigy-le-Châtel est situé sur la commune de Sigy-le-Châtel en Saône-et-Loire, sur un éperon dominant le col sur lequel il est bâti.

## Description
Ce château est l'un des plus anciens du Mâconnais. Il était formé d'une grande enceinte irrégulière close d'épaisses courtines. L'entrée, au nord, vers le plateau, était flanquée de deux tours hémicylindriques de maçonnerie pleine.
Il ne subsiste plus que des pans de muraille, les bases de deux grosses tours circulaires percées d'archères-canonnières et, à l'extrémité occidentale, l'angle d'un bâtiment construit en moyen appareil auquel s'accroche une échauguette.
Il disposait d'une chapelle dont six chapiteaux, attribués à cet édifice, furent retrouvés par hasard au cours de l'été 1975 dans la cave de la maison de M. Gonneaud, maire de la commune.
Le château, propriété privée, ne se visite pas.
En 2010, un festival de théâtre est créé dans l'enceinte du château par Anne-Laure Descombins, parisienne originaire de la région, et son mari, Tao Zemzemi. Le festival se déroule chaque année le premier week-end d'août.

## Historique
Origines

Armes desLa Guiche

Armes desValois-Angoulême

- Xe siècle : le château est cité pour la première fois. Au XIe siècle a lieu le partage du Comté de Chalon. Le fief de Sigy va passer aux mains des sires de Bourbon et à ceux de Luzy.

Famille de Luzy
- 1203 : Renaud de Luzy est seigneur du lieu
- XIIe siècle : une reconstruction est entreprise

Famille de Sauzet
- 1266 : Archambaud de Sauzet, seigneur de Chanay est l'époux de Sybille de Luzy, dame de Sigy
- fin XIIIe siècle : Humbert de Sauzet, fils des précédents, leur succède
- 1314 : Alix, veuve ou sœur du précédent, est dame de Sigy

Famille de Marzé
- 1361 : Jean de Marzé est seigneur du lieu

Famille de Trezettes
. 1373 : Hugues de Trezettes est l'époux de Guillemette de Marzé
Maison de la Magdeleine
. 1535 : acquisition par Girard de la Magdeleine, Bailli d'Auxois
Maison de Rochefort (branche de Luçay le Mâle)
. 1583 : Claude de Rochefort marié à Catherine de la Magdeleine, dame de Sigy et de Beauvoir en Auxois et fille de Girard, devient seigneur de Sigy. Leur fils Jean de Rochefort en est "désaisi par décret" en 1604 au profit de Philibert de La Guiche (Courtépée)
Maison de La Guiche
- 1560 : Philibert de La Guiche est seigneur du lieu

Maison de Valois-Angoulême
- 1629 : Marie-Henriette de La Guiche, fille du précédent, épouse Louis-Emmanuel d'Angoulême, petit-fils du roi Charles IX; la forteresse sera alors laissée à l'abandon et retournera, par le jeu des successions, à la famille de La Guiche
- 1794 : Amable-Charles, marquis de La Guiche et dernier seigneur de Sigy, est guillotiné

### Autres armoiries
- Luzy : De gueules au chevron d'argent, accompagné de trois étoiles d'or, 2 en chef et 1 en pointe
- La Magdeleine :
- Rochefort :